# Пришълецът: Завръщането
„Пришълецът: Завръщането“ (на английски: Alien Ressurrection) е американски научнофантастичен филм на ужасите на френския режисьор Жан-Пиер Жьоне, четвърта част от поредицата на Пришълецът и продължение на Пришълецът 3. Излиза на 26 ноември, 1997.

## Сюжет
Внимание:  Текстът по-долу разкрива сюжета на произведението (или части от него)!
Повече от 200 години след гибелта на лейтенант Рипли. Военни учения, в опит за създаване на съвършеното оръжие, възвръщат главната героиня към живот, като я клонират. Кръвта на Рипли носи в себе си образец ДНК от „Пришълеца“, и военните искат тя да роди дете – наполовина човек, наполовина „Пришълец“.
Създанието бързо се превръща в огромно чудовище и започва да се размножава. Всичко това се случва на кораб, който се прибира към Земята.

## В ролите
- Сигорни Уийвър – Рипли 8
- Лилънд Орсър – Първис
- Рон Пърлман – Джонър
- Гари Дурдан – Кристи
- Уинона Райдър – Кол
- Дан Хедая – Генерал Перез
- Дж. Е. Фрийман – Д-р Рен

## Филми от поредицата за „Пришълецът“
- Пришълецът (Alien, 1979)
- Пришълците (Aliens, 1986)
- Пришълецът 3 (Alien 3, 1992)
- Пришълецът: Завръщането (Alien Resurrection, 1997)
- Пришълецът срещу Хищникът (Alien vs. Predator, 2004)
- Пришълците срещу Хищника 2 (Aliens vs. Predator: Requiem, 2007)
- Прометей (Prometheus, 2012)
- Пришълецът: Завет (Alien: Covenant, 2017)
- Пришълецът: Ромул (Alien: Romulus, 2024)

## Български дублаж
| Преводач            | Живко Тодоров                                                                                     |
| Редактор            | Пепа Попова                                                                                       |
| Тонрежисьор         | Трендафилка Немска                                                                                |
| Режисьор на дублажа | Димитър Караджов                                                                                  |
| Озвучаващи артисти  | Даринка Митова Христина Ибришимова Марин Янев Стефан Сърчаджиев-Съра Тодор Георгиев Симеон Владов |